# 寂靜空屋
寂靜空屋（羅馬化：Molchat Doma，發音：[mɐlˈt͡ɕat dɐˈma]）是一支成立於2017年的白俄罗斯后朋克乐队，樂隊隊員包括主唱的葉戈爾·什庫特科（Егор Шкутко）、吉他手羅曼·科莫戈采夫（Роман Комогорцев）和貝斯吉他手帕維爾·科茲洛夫（Павел Козлов）。他们的音樂製作风格受到20世纪80年代的俄罗斯摇滚乐的啓發，而且被歸類为后朋克、新浪潮、合成器流行和冷浪潮。